# Anadia pariaensis
Anadia pariaensis là một loài thằn lằn trong họ Gymnophthalmidae. Loài này được Rivas, Marca & Oliveros miêu tả khoa học đầu tiên năm 1999.